# 대잠 미사일
대잠 미사일(영어: anti-submarine missile, ASuM)은 원거리 공격용의 대잠 무기이다. 보통 대함 미사일 설계의 변형인 대잠 시스템은 일반적으로 제트 엔진 또는 로켓 엔진을 사용하여 잠수함을 직접적으로 겨냥한 폭발성 탄두, 폭뢰 또는 발사함 또는 기타 플랫폼으로부터 운반되는 유도 어뢰를 표적 부근으로 전달한다.

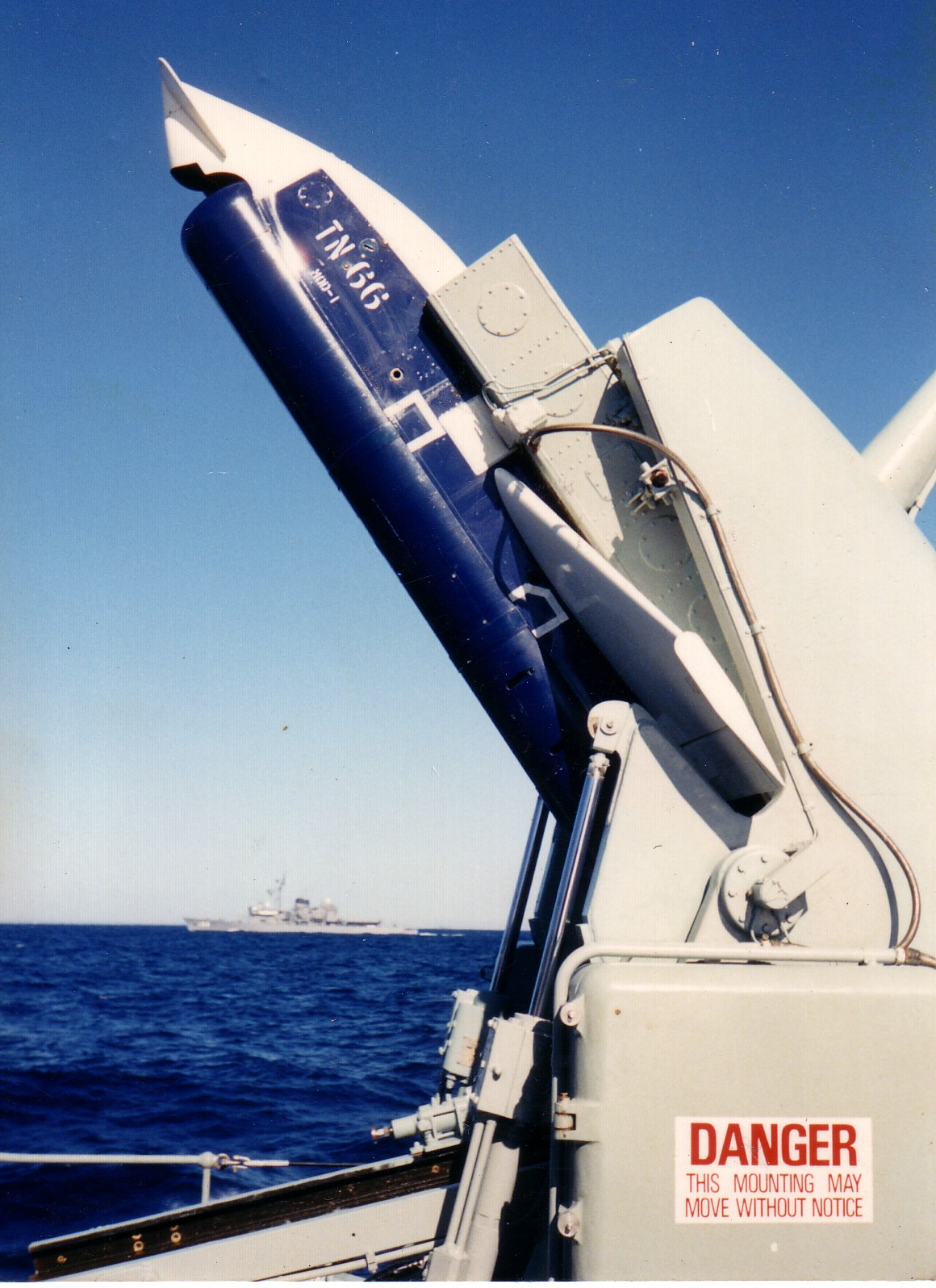
이카라는 1960년대와 1990년대 사이에 여러 해군에서 사용된 오스트레일리아에서 설계된 미사일이다. 로켓-낙하산 전달 시스템은 발사후 최대 10해리(19 km)까지 음향 어뢰를 이동시켰다. 영국에서 재설계되고 영국 해군에서 사용한 변형은 핵폭뢰를 전달할 수 있었다.

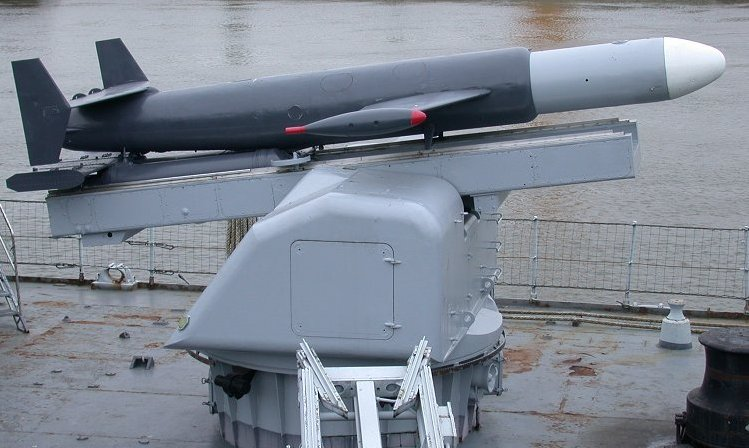
1966년과 1997년 사이에 프랑스 해군이 사용한 말라폰은 로켓 지원 글라이더를 사용하여 발사후 최대 8해리(13 km)까지 어뢰를 운반했다.

## 역사
폭뢰는 전함이 잠수 중인 잠수함에 대해 사용하도록 설계된 최초의 무기였다. 초창기에는 전함이 잠수함이 있을 것으로 추정되는 위치 위로 이동하여 폭뢰를 떨어트렸다. 제2차 세계 대전 이전에 함정의 소나는 근거리에서 잠수함과 접촉을 유지할 수 없었다.
헤지호그 및 스퀴드를 포함한 다양한 박격포 유형 프로젝터는 제2차 세계 대전 중에 전함이 잠수함을 향애 폭발물을 발사하면서 소나 접촉을 유지할 수 있도록 고안되었다.
냉전 기간 동안 대잠 미사일은 반동을 줄이고 더 넓은 범위를 타격하기 위해 개발되었다. 홍상어와 같은 일부 미사일과 로켓은 유도 어뢰를 탑재하여 탄두에 대한 최종 유도를 한다.
대잠 미사일의 장점은 원거리 공격을 가할 수 있다는 점이다. 예를 들어 스웨덴, 프랑스, 일본, 독일이 과거에 일반적으로 사용했던 스웨덴의 보포스 375mm m/50 대잠전 로켓은 사용하는 로켓에 따라 3,600m까지 이동할 수 있다. 소련은 RBU 시리즈에서 자체적인 대잠 로켓을 개발했으며 러시아 및 러시아에서 설계한 함정을 사용하는 국가에서 여전히 사용 중이다. 오늘날 대잠 로켓은 대부분의 서구 국가들의 해군에서 퇴역하였으며 유도 대잠전 어뢰로 대체되었다.

## 예
- 오스트레일리아
  - 이카라
- 프랑스
  - 말라폰
- 인도
  - 스마트
- 이탈리아
  - 밀라스
- 일본
  - 07식 수직발사어뢰투사로켓
- 노르웨이
  - 테르네 ASW
- 중화인민공화국
  - CJ-1
  - CY-1
- 대한민국
  - 홍상어
- 소련/ 러시아
  - SS-N-14 실렉스
  - RPK-2 뷰가
  - 86R
  - 88R
  - RPK-1 비키르
  - RPK-9 메드베드카
  - 메텔 대함 복합체
  - 3M-54 클럽
- 영국/ 오스트레일리아
  - 이카라
- 미국
  - RUM-139 VL-ASROC
  - RUR-5 ASROC
  - UUM-44 SUBROC

## 같이 보기
- 미사일
- 대함 미사일
- 대잠 무기